# FXX
FXX je americká kabelová a satelitní televize. Stanice byla založena 2. září 2013. Skrze společnost FX Networks je vlastněna společností Walt Disney Television, do roku 2019 byla součástí konglomerátu 21st Century Fox. Je sesterskou stanicí větší televizní sítě FX. Stanice se zaměřuje na vytvořené nebo koupené komediální seriály, dramatické seriály, koupené dětské seriály nebo celovečerní filmy.